# Por estas calles
Por estas calles es una telenovela venezolana producida por el canal RCTV. Creada originalmente por Ibsen Martínez, se emitió en dicho canal desde el 3 de junio de 1992 hasta el 30 de agosto de 1994.
En un primer momento los protagonistas fueron interpretados por Marialejandra Martín y Aroldo Betancourt, pero la mayor popularidad de la pareja interpretada por Franklin Virgüez y Gledys Ibarra llevó a que se le dedicara una mayor parte de la trama. Originalmente la novela se llamaría Eva Marina, pero su nombre se cambió a partir de la canción homónima Por estas calles del artista Yordano.
Es considerada una de las novelas venezolanas más exitosas de todos los tiempos, y ha marcado una era en la televisión y la cultura nacional. El argumento de Por estas calles gira en torno al contexto social venezolano mostrando las dificultades de la vida durante la crisis, el personaje de Eudomar Santos frente a los problemas y soluciones menciona siempre su popular frase «como vaya viniendo, vamos viendo». La actriz Carlota Sosa afirma que «era una novela que iba con la realidad diaria de lo que ocurría en el país, con ella se creó el género de ruptura donde se trató de hacer una novela que no fuera exclusivamente rosa».

## Sinopsis
En líneas generales consiste en una historia de romance y problemas sociales dentro del contexto de la crisis de impunidad, corrupción y delincuencia que se vive en la Caracas de los años 1990. Reflejando así la sociedad venezolana y el esfuerzo de los protagonistas durante dicha crisis.
La historia se centra en “Eurídice Briceño” (Marialejandra Martín), una maestra pobre del barrio Moscú, ubicado en Caracas-Venezuela. Un mal día le encuentra un arma a uno de sus alumnos, ella rápidamente se la decomisó y pensó en denunciarlo a la policía. Le cuenta lo sucedido a su mejor amiga “Eloina Rangel” (Gledys Ibarra) la cual se opone a denunciar por miedo a tener problemas con los malandros del barrio, pero Eurídice no le hace caso y contacta a un joven fiscal llamado “Héctor Vega” (Henry Soto), el cual es asesinado la noche en que Eurídice iba a entregarle el arma. Al verlo muerto ella se asustó y decide huir del lugar con su amigo “Eudomar Santos” (Franklyn Virgüez) que fue a acompañarla. El padre de la víctima es el comisario de policía "Natalio Vega" (Carlos Villamizar), que por medio de investigaciones descubre que una mujer llamada Eurídice Briceño había estado esa noche con él, y desde ese momento comienza a buscarla para asesinarla ya que él cree que ella lo mató y empieza a tomar justicia por su propia mano, ajusticia a una serie de asesinos y violadores, les colocaba una etiqueta que decía (irrecuperables) que después se llamaría el hombre de la etiqueta. Eurídice al verse acorralada busca ayuda del mejor juez de la ciudad “Álvaro Infante” (Aroldo Betancourt), el cual se enamora perdidamente de ella. Álvaro también resultó ser el mejor amigo de Natalio, cuando Eurídice se dio cuenta de esto le dijo a Álvaro que su nombre era “Eva Marina Díaz” para prevenir que la entregara a la justicia.
Al pasar el tiempo Natalio se dio cuenta de la verdadera identidad de Eurídice e intenta asesinarla pero no lo hace porque se entera de que Eurídice está esperando un hijo de Álvaro, Natalio decide esperar a que nazca el bebé para poder matarla, entonces la lleva a una cárcel de máxima seguridad donde se encontraba un narcotraficante “Mauro Sarria Vélez” (Roberto Moll)... (teniendo un parecido a la vida del narcotraficante Pablo Escobar Gaviria) este se hace amigo de ella y la ayuda a escapar de la cárcel, al verse en libertad lo primero que hizo fue buscar a Álvaro para que la ayudara y la protegiera pero este se había enterado de la peor manera de toda la verdad y la consideraba una asesina, a Eurídice no le quedó más remedio que escapar y esconderse en el Barrio Moscú.
Unos días después Mauro fue a buscarla y le ofreció toda la protección que necesitara ya que él se había enamorado de ella, le prometió que iba a descubrir quién mató a Héctor. Al poco tiempo se descubrió quién dio la orden de asesinato y los dos sicarios que la ejecutaron, Natalio los mató y tomó venganza pero aun así seguía persiguiendo a Eurídice. Al fin llegó el momento en que ella dio a luz, él aprovechó la situación y secuestró al niño para así a traerla hacia él. Ella fue a su encuentro pero en el momento que le disparó Álvaro se interpuso y lo mató. Natalio huyó del lugar y más tarde se enteró de algo terrible para él “EURÍDICE BRICEÑO ERA SU HIJA”. Al descubrir esto, no aguantó el remordimiento al pensar que pudo haber matado a su propia hija y se suicidó.
Después de todo lo ocurrido Eurídice quedó sola, y Mauro vio la oportunidad de enamorarla, al principio a pesar de todos sus esfuerzos, ella lo rechazaba por el hecho de ser un narcotraficante, pero al poco tiempo gracias a la insistencia de Mauro ella terminó enamorándose. Él para prevenir que ella lo dejara en cualquier momento, decidió inventarle una historia, le dijo que ya no tenía nada que ver con el narcotráfico y que iban a vivir feliz y tranquilamente los dos juntos, cosa que era mentira, a escondidas él seguía siendo el capo. Esta mentira no se pudo sostener por mucho tiempo y ella cuando lo descubrió se separó de él para siempre. Mauro por su parte la acosaba constantemente con la esperanza de reconquistarla pero, esa esperanza se disipó y se convirtió en celos cuando Eurídice conoció a su hermano “Abel Escobar” (Mariano Álvarez) y se enamoró perdidamente de él. Mauro al verlos juntos se sintió muy mal y en un impulso de rabia y desesperación violó a Eurídice. La policía aprovechó ese momento en que Mauro bajó la guardia y le tendieron una trampa en la cual lo mataron esa misma noche. La hermana de Abel y de Mauro “Amparo Sarria Vélez” (Lolymar Sánchez) culpó a Eurídice de la muerte de su hermano y juró tomar venganza, para ello tomó el lugar de Mauro y se convirtió en el capo.
Unas semanas más tarde Eurídice se dio cuenta de que estaba embarazada de Mauro. Este hecho se interpuso en los planes de Amparo, ya que ella tenía pensado matarla, entonces la única manera que encontró para hacerla sufrir sin tener que matarla fue secuestrar a su hijo y hacerle creer que había muerto. El sufrimiento de Eurídice después de eso impulsó a Abel a unirse secretamente a la policía para poder rescatar al niño y de paso matar al actual capo (sin saber que era su hermana). Después de varias semanas de investigación la descubrieron y en un operativo policial la asesinaron. Por otra parte lograron recatar al niño y  Eurídice vivió feliz con Abel.
Otro papel resaltante es del actor Jean Carlos López (conocido como rodilla e' chivo), cuenta la historia de un niño de la calle que lleva una vida delincuencial en el barrio Moscú. Este personaje creó muchas críticas, a tal punto que un juez de menores lo prohibió, ya que muchos niños estaban copiando su manera de vivir y consideró que era un mal ejemplo para la juventud venezolana.
Un capítulo de la novela donde la actriz Gledis Ibarra (Eloína Rangel) está aconsejando a rodilla de chivo solamente se ve es un sillón vacío porque los guionistas de la novela estaban buscando la forma de seguir con el personaje de rodilla e chivo la solución fue que cambió su vida de delincuente por un muchacho regenerado.
HÉCTOR MAYERSTON  (don Chepe Orellana) hacía alusión al típico político venezolano populista y corrupto era el personaje que nos mantenía informado del acontecer del país ya que la trama del personaje se basaba en la vida diaria de la política del país. Tenía una amante inescrupulosa (Barragana) Carlota Sosa quien sufría por el desamor de Chepe, ella tenía a una asistente de hogar honesta, Nicolasa (Aída Calderón) que soportaba todas sus frustraciones.

## Elenco
- Marialejandra Martín - Eurídice Briceño / Eva Marina Díaz
- Franklin Virgüez - Eudomar Santos
- Aroldo Betancourt -Juez Álvaro Infante
- Gledys Ibarra - Eloína de la Caridad Rangel
- Carlos Villamizar (†) - Comisario Natalio Vega "El hombre de la Etiqueta"
- Roberto Lamarca (†) - Dr. Arístides Valerio
- Roberto Moll - Mauro Sarría Vélez
- Alicia Plaza - Elisa Gil
- Gisvel Ascanio - Ana Julia Valladares de Legorreta
- Héctor Myerston (†) - Don Chepe Orellana
- Héctor Manrique - Franklin Delano Orellana
- Carlota Sosa - Lucha Briceño
- Petite Kutlesa - María Fernanda Infante Valladares
- María Alejandra Navarro - Kakan
- Juan C. Lares - Alonso Infante Valladares
- Henry Soto - Dr. Héctor Vega
- Reinaldo Lancaster (†) - Comisionado Freddy Gómez
- Martha Pabón - Magdalena Valladares de Infante
- Belén Peláez - Rosaura Josefina Rangel
- Amilcar Rivero - Jacobo Sánchez
- Domingo del Castillo (†) - Don Chucho
- Ana Castell - Pacífica
- Rosita Vásquez - Doña Cora Pelliser Vda. de Punceles
- Margarita Hernández - Clementina Ostos de Valerio
- Rafael Romero - Gonzalo Ruiz Infante
- Fernando Flores (†) - Faculto Calixto Tovar
- Teresa Selma - Doña Cefora Aristibuño De Orellana
- Carlos Omaña - Inspector, Luis Colmenares
- Crisol Carabal - Bettysabel Patrón Briceño
- Flor Elena González - Dra. Maigualida Casado
- Violeta Alemán - Morella La Guaricha
- Yelitza Hernández - Mónica Orrellana Aristibuño
- Zuleima González - Cecilia Vega
- Alejandra Pinto - Margarita Azuaje
- Angélica Herrera (†) - Yuleisi Azuaje
- Johan Andrade - Ricardito Guaramato
- Alexander Milic (†) - Don Baltazar Gill
- Lupe Barrado - Dra. Ángeles Izquierdo
- Miguel Ángel Pérez - Juez Ángel Romero
- Claudia Venturini - Doctora Ángela Fragachan
- Eduardo Gadea Pérez - Mauricio Cabrera
- Antonio Machuca - Tiburcio Antanoa "Chorizo"
- Vicente Tepedino - Víctor Bustamante
- Ana Karina Manco - Raiza
- Abby Raymond - Miki Stone
- Dora Mazzone - Alicia Matos
- Francis Romero - Zaira Magaly González
- Alejo Felipe (†) - Nilson
- Vicente Teran (†) - Teran el Bodeguero
- Pedro Durán - Rodrigo
- María Escalona (†) - Doña Arcadia
- Jorge Canelón - Leopoldo
- Ileana Aloma - Enfermera, Aura
- Iván Tamayo - Dr. Alfredo Abreu
- Julio Del Valle Mujica - Jairo
- Alberto Alcalá - Darío Tovar Acuña
- Jean Carlos López - Rodilla E´ Chivo
- Lilibeth Morillo - Yessenia Yaremí Hernández
- Jorge Almada (†) - Don Salvador Legorreta
- Julio Mota (†) - Jorge Sain
- Mariano Álvarez (†) - Abel Escobar
- Loly Sánchez - Amparo Sarría Vélez
- Lourdes Medrano (†) - Deborah Briceño
- Vicky Franco (†) - Emiliana Briceño
- Carlos Cruz - Espíritu Santo Acebedo "Pescao"
- Jeannette Lehr - María Rancho Pérez
- Félix Loreto - Tubalcain Montiel
- Hilda Abrahamz - Natalia Punceles
- Livia Méndez
- Richard Rey - Danilo Godoy
- Gustavo Guerra Wassermann - Figura
- Marcos Moreno - César Yovariski
- Franco Colmenarez - Sócrates Mendigo
- Rómulo Herrada - Abogado Washington
- Haydée Balza - Victoria
- Dad Dáger - Maestra Andrade
- Iván Romero - Participación especial
- Carlos Arreaza - Manuel Alfonso Lira
- Karl Hoffman - Dr. Samuel Shapiro
- Tomás Henríquez (†) - Locutor-Agente Policial Calatayud
- Lilian Rentería - Esther Yauradó
- Caridad Canelón - Inspectora de policía
- Cecilia Villarreal - Dra. Victoria Manzanares
- Amalia Pérez Díaz (†) - Doña Clorinda Piazzano
- Wendy Bermejo

## Tema musical
- El tema musical de esta telenovela, el que se utilizó para abrir y cerrar cada corte comercial, fue Por estas calles compuesto e interpretado por Yordano[7] y publicado en su álbum “De sol a sol”.

- En 1994 (en su etapa cumbre y capítuos finales) se incluye como tema de salida "Es un día bonito" intepretado por el cantante falconiano Colina.

## Apariciones en otros medios
En la película Amaneció de golpe se le incluye dentro de la programación de RCTV, siendo éste un error anacrónico, ya que la telenovela salió al aire en junio de ese año, y la película hace alusión a la noche del 3 de febrero de 1992.